# Occidryas charlotteae
Occidryas charlotteae är en fjärilsart som beskrevs av Gunder 1928. Occidryas charlotteae ingår i släktet Occidryas och familjen praktfjärilar. Inga underarter finns listade i Catalogue of Life.